# Espagne au Concours Eurovision de la chanson 1996
L'Espagne a participé au Concours Eurovision de la chanson 1996 le 18 mai à Oslo, en Norvège. C'est la 36e participation espagnole au Concours Eurovision de la chanson.
Le pays est représenté par le chanteur Antonio Carbonell (en) et la chanson ¡Ay, qué deseo! (en), sélectionnés en interne par la TVE.

## Sélection interne
Le radiodiffuseur espagnol, Televisión Española (TVE), choisit en interne l'artiste et la chanson représentant l'Espagne au Concours Eurovision de la chanson 1996.
| Artiste                | Chanson              | Langue   | Traduction       |
| ---------------------- | -------------------- | -------- | ---------------- |
| Antonio Carbonell (en) | ¡Ay, qué deseo! (en) | Espagnol | Ah, quel désir ! |

Lors de cette sélection, c'est la chanson ¡Ay, qué deseo!, interprétée par Antonio Carbonell (en), qui fut choisie. Le chef d'orchestre sélectionné pour l'Espagne à l'Eurovision 1996 est Eduardo Leiva.

## À l'Eurovision

### Demi-finale interne
Pour 1996, une demi-finale a été utilisée pour la deuxième fois dans l'histoire de l'Eurovision. Contrairement à la demi-finale de 1993, cette demi-finale n'était pas télévisée, les jurys ont donc dû voter en écoutant les enregistrements studio de chacune des chansons participantes. De plus, tous les pays participants ont dû participer, à l'exception de l'hôte norvégien, de sorte que l'Espagne devait également participer dans la demi-finale. Les résultats de la demi-finale ont été publiés trois mois avant la finale. Les 22 premiers des 29 participants ont eu l'accès a la finale. L'Espagne s'est qualifiée pour la finale en se classant 14e avec 43 points.
Il n'y avait pas de demi-finale en Eurovision avant le Concours Eurovision de la chanson 2004. L'Espagne faisant alors déjà partie du « Big 4 », les quatre plus grands contributeurs à l'Eurovision, il lui est permis d'accéder directement en finale chaque année. Ainsi, 1996 a été la seule année où l'Espagne a participé à une demi-finale de l'Eurovision.

### Finale

#### Points attribués par l'Espagne
| 12 points | Belgique  |
| 10 points | Malte     |
| 8 points  | Turquie   |
| 7 points  | Chypre    |
| 6 points  | Pays-Bas  |
| 5 points  | Croatie   |
| 4 points  | Estonie   |
| 3 points  | Islande   |
| 2 points  | Slovaquie |
| 1 point   | Slovénie  |

#### Points attribués à l'Espagne
| 12 points | 10 points | 8 points | 7 points | 6 points |
| --------- | --------- | -------- | -------- | -------- |
|           |           |          |          | - Grèce  |
| 5 points  | 4 points  | 3 points | 2 points | 1 point  |
| - Malte   | - Croatie |          | - Chypre |          |

Antonio Carbonell interprète ¡Ay, qué deseo! en troisième position lors de la soirée du concours, suivant le Royaume-Uni, précédant le Portugal.
Au terme du vote final, l'Espagne termine 20e sur 22 pays participants, ayant reçu 17 points au total,.